# Günter Netzer
Günter Theodor Netzer (* 14. September 1944 in München Gladbach, heute Mönchengladbach) ist ein ehemaliger deutscher Fußballspieler, der zehn Jahre für Borussia Mönchengladbach und ab 1973 drei Jahre für Real Madrid spielte. Mit der deutschen Fußballnationalmannschaft wurde er 1972 Europameister und 1974 bei der Endrunde im eigenen Land Weltmeister.
Über 40 Jahre nach Ende seiner aktiven Karriere gilt Netzer als einer der besten Mittelfeldspieler in der Geschichte der Bundesliga. Anfang der 1970er Jahre war Netzer einer der größten Stars der Liga und der erste Spieler, der mit einem extravaganten Lebensstil für Aufmerksamkeit sorgte.
Aktuell (Stand 2025) ist Günter Netzer Medienunternehmer. Bis nach der WM 2010 war er 13 Jahre lang neben dem Sportmoderator Gerhard Delling als Experte für die ARD tätig. Seit 2015 verfügt er nach seiner Einbürgerung über das Schweizer Bürgerrecht.

## Karriere im Verein

### Jugend
Im Alter von neun Jahren schloss sich Netzer dem 1. FC Mönchengladbach an. In den folgenden Jahren spielte er im Verband Niederrhein in mehreren Jugendauswahlteams. 1963 unterschrieb der 19-Jährige beim damaligen Regionalligisten Borussia Mönchengladbach einen Profivertrag.

### Borussia Mönchengladbach
In der Regionalligamannschaft erspielte sich Netzer bald einen Stammplatz und stieg mit ihr 1965 in die Bundesliga auf. Nachdem sich die Gladbacher in der höchsten deutschen Spielklasse etabliert hatten, dominierten sie unter Trainer Hennes Weisweiler in den folgenden Jahren neben dem FC Bayern München die Bundesliga. In dieser „Fohlenelf“ mit Berti Vogts, Herbert Laumen, Jupp Heynckes und Wolfgang Kleff war Netzer als Mittelfeldstratege die zentrale Figur im Offensivspiel, der mit langen Pässen dem Spiel oft entscheidende Impulse gab. Zu weiteren Stärken des „klassischen Spielmachers“ zählten angeschnittene Freistöße und Eckbälle. Netzer, der nicht als „bedingungsloser Kämpfer“ und laufstarker Spieler galt, hatte in dem defensiven Mittelfeldspieler Herbert Wimmer einen Mannschaftskameraden, der diese Aufgaben für ihn übernahm. Als Kopf und Kapitän der Mannschaft sowie verlängerter Arm von Weisweiler auf dem Platz führte Netzer die Borussia 1970 zur ersten Meisterschaft. 1971 gelang Borussia Mönchengladbach als erstem Verein in der Geschichte der Bundesliga die Titelverteidigung.
In der folgenden Saison verlor Borussia Mönchengladbach den Titel an Bayern München, Netzer spielte aber eine überragende Runde und wurde zu Deutschlands Fußballer des Jahres 1972 gewählt. Mit langen Haaren und einer Vorliebe für schnelle Autos und attraktive Frauen hob er sich schon früh von den anderen Spielern seiner Zeit ab. Auch mit seinen Aussagen zum Profifußball erregte er Aufsehen: „Am Samstag stehen elf Geschäftsleute auf dem Platz, von denen jeder seine eigenen Interessen vertritt. Sie suchen zusammen den Erfolg.“
Ende der Saison 1972/73 gab Netzer seinen Wechsel zum spanischen Topclub Real Madrid bekannt. Sein letztes Spiel für die Gladbacher war das DFB-Pokalfinale 1973 gegen den Lokalrivalen 1. FC Köln. Trainer Weisweiler verzichtete zunächst auf seinen Spielmacher. Als es beim Stand von 1:1 in die Verlängerung ging, wechselte sich Netzer selbst ein und erzielte nach Doppelpass mit Rainer Bonhof in seiner ersten Aktion mit einem wuchtigen Schuss in das linke Kreuzeck das 2:1-Siegtor. Netzer hatte durch dieses Tor in seinem letzten Spiel zu einem weiteren Titel des Vereins beigetragen. Er wurde zudem der erste Spieler, der in Folge zum zweiten Mal Fußballer des Jahres wurde.

### Real Madrid und Karriereausklang in der Schweiz

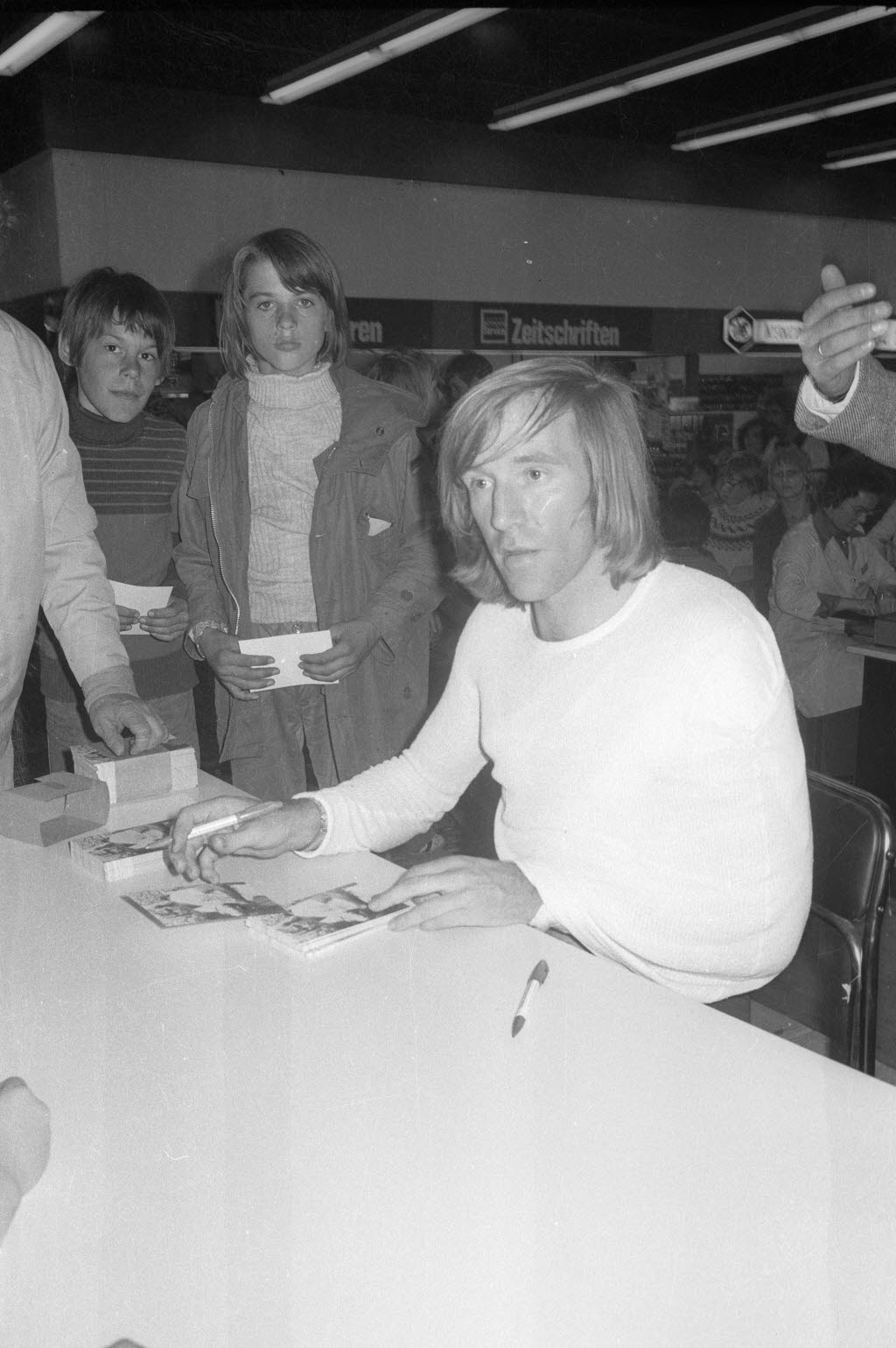
Günter Netzer (1975)
während einer Autogrammstunde

Der Wechsel von Netzer zu Real Madrid war bis dahin einer der spektakulärsten Transfers eines Bundesligaspielers in das Ausland. Dieser wurde am 12. Juni 1973 von Borussias Manager Helmut Grashoff und Madrids Vizepräsidenten Raimundo Saporta ausgehandelt. Dabei wurde für Netzers Vertragsauflösung bei Borussia Mönchengladbach eine Summe von 720.000 DM vereinbart, die Real Madrid zu zahlen hatte, zuzüglich zur Ablöse eines Kredits von 80.000 DM, den Netzer bei Borussia aufgenommen hatte. In Madrid erhielt Netzer ein für die damalige Zeit sehr hohes Jahresgehalt von 295.000 DM.
Bei Real Madrid war Netzer der erste deutsche Spieler der Vereinsgeschichte.
Er setzte sich nach Anlaufschwierigkeiten durch, gewann mit Real 1974 den nationalen Pokal und 1975 zusammen mit dem vom FC Bayern dazugestoßenen Paul Breitner das „Double“ aus Meisterschaft und Pokal sowie 1976 erneut die spanische Meisterschaft. In 85 Ligaspielen erzielte er für den Verein, der auch kurz die Königlichen genannt wird, neun Treffer.
Zur Spielzeit 1976/77 wechselte er in die Schweiz zum Grasshopper Club Zürich, bei dem er nach einer Saison seine aktive Karriere beendete.

## Karriere im Nationalteam
Nach einem halben Jahr Bundesliga wurde Netzer erstmals für die Nationalmannschaft nominiert. Er absolvierte sein erstes Länderspiel am 9. Oktober 1965 gegen Österreich; doch konnte er sich nicht für einen Stammplatz empfehlen und wurde für die Weltmeisterschaft 1966 nicht berücksichtigt. Für die EM-Endrunde 1968 konnte sich die DFB-Auswahl nicht qualifizieren, unter anderem durch das 0:0 gegen Albanien (Schmach von Tirana), bei dem Netzer in der Mannschaft stand. 1970 stand Netzer im Aufgebot für die WM-Endrunde in Mexiko, verletzte sich jedoch kurz vor der Abreise; für ihn rückte Hennes Löhr in den Kader. Bundestrainer Helmut Schön setzte meist auf den Kölner Wolfgang Overath als Spielgestalter – insbesondere nach dem als "Schmach von Tirana" in die deutsche Fußballgeschichte eingegangenen Versuch, mit beiden Regisseuren anzutreten. Die Rivalität zwischen Netzer und Overath bestimmte die frühen 1970er-Jahre.
Den Höhepunkt seiner Karriere im DFB-Dress erlebte Netzer bei der Europameisterschaft 1972, als die deutsche Elf im Viertelfinale auf England traf. Es gelang der erste Sieg einer deutschen Nationalmannschaft im Wembley-Stadion (3:1, wobei Netzer das zwischenzeitliche 2:1 per Strafstoß erzielte). Die Presse feierte die Geburtsstunde einer neuen Mannschaft (Wembley-Elf (1972)) mit Regisseur Netzer als Bindeglied zwischen Gerd Müller im Angriff und Libero Franz Beckenbauer in der Abwehr. Im Endspiel wurde die Sowjetunion mit 3:0 geschlagen, (West-)Deutschland wurde 1972 erstmals Europameister.
Bei der WM 1974 im eigenen Land gab Bundestrainer Schön wieder Overath den Vorzug. Netzer, der 1973 zu Real Madrid gewechselt war und außer Form zur WM kam, bestritt nur ein Spiel, das auch sein einziges bei einer Weltmeisterschaft blieb. Bei der 0:1-Niederlage gegen die DDR wurde er nach 70 Minuten für seinen Kölner Konkurrenten Overath eingewechselt, konnte dem Spiel aber keine entscheidende Wendung mehr geben. Deutschland wurde am Ende Weltmeister, jedoch erklärte Netzer später, dass er sich nicht als Weltmeister fühle, da er nur zu einem Einsatz gekommen war.
Beim 1:1 gegen Griechenland am 11. Oktober 1975 bestritt Netzer das letzte seiner 37 Länderspiele (6 Tore). Seine Nichtberücksichtigung für das darauffolgende Spiel gegen Bulgarien bewog ihn zum Rücktritt. Netzer zählt zu den 51 Spielern, die über mehr als zehn Jahre in der Nationalmannschaft zum Einsatz kamen.

## Spielweise
Netzer war die Verkörperung des klassischen Spielmachers und gilt bis heute als einer der besten Mittelfeldspieler in der Geschichte der Bundesliga. Nominell vor der Abwehr positioniert, ließ sich Netzer häufig zwischen die Defensivreihe zurückfallen, um das Spiel zu ordnen. Von dort sorgte er mit weiten Pässen und Vorstößen „aus der Tiefe des Raumes“ für Aufsehen. In seiner letzten Saison bei Borussia Mönchengladbach wurde Netzer häufig als Libero eingesetzt. Neben einer überragenden Spieltechnik besaß er eine natürliche Autorität und war die unangefochtene Führungsfigur der Mannschaft. In seiner aktiven Zeit bei Borussia Mönchengladbach wurden ihm von der Vereinsführung und von Trainer Weisweiler auch außerhalb des Spielfeldes große Freiheiten gewährt.

## Erfolge als Spieler
International
- Weltmeister: 1974
- Europameister: 1972

Deutschland
- Meister: 1970, 1971
- DFB-Pokal-Sieger: 1973
- Deutschlands Fußballer des Jahres: 1972, 1973
- Tor des Jahres: 1972, 1973

Spanien
- Meister: 1975, 1976
- Pokalsieger: 1974, 1975

## Tätigkeit als Manager

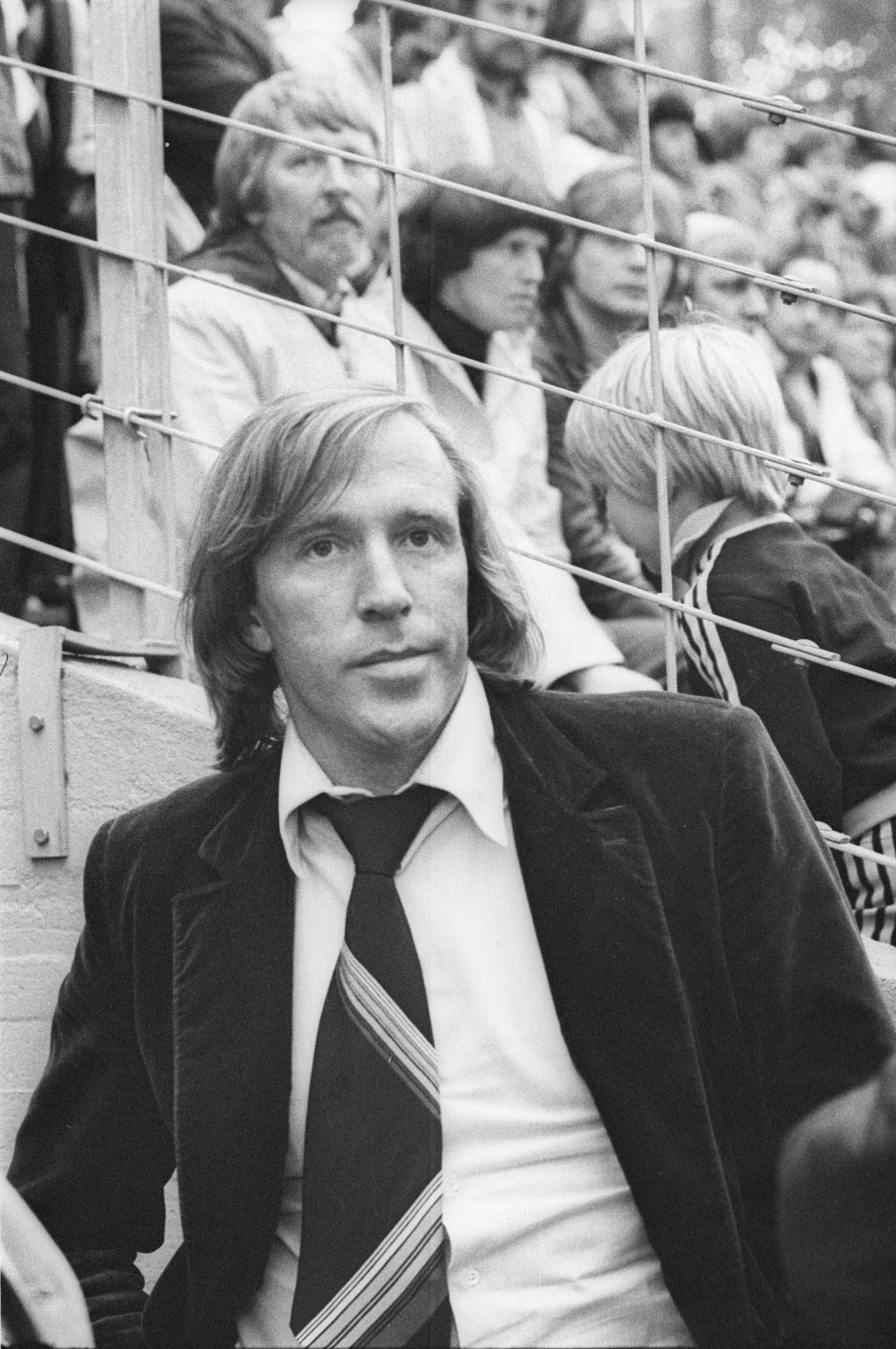
Günter Netzer (1979)

1977 beendete er seine aktive Laufbahn und bot dem Hamburger SV an, dessen Stadionzeitschrift zu verlegen, nachdem er 1965 bei Borussia Mönchengladbach schon als aktiver Spieler die heute noch existierende Stadionzeitung Fohlenecho herausgegeben hatte. Präsident Paul Benthien stimmte unter der Bedingung zu, dass er auch Manager werde. Netzer war von 1978 bis 1986 in dieser Funktion tätig. In dieser Zeit veränderte Netzer die Mannschaft des HSV auf vielen Positionen und holte als Trainer Branko Zebec und Ernst Happel in die Hansestadt. Der HSV wurde in dieser Zeit dreimal Deutscher Meister (1979, 1982, 1983) und gewann 1983 in Athen nach einem 1:0 gegen Juventus Turin den Europapokal der Landesmeister. Die Jahre mit Günter Netzer als Manager waren die bisher erfolgreichsten des Hamburger Sportvereins.
Vom 1. August 1991 bis zum 27. April 1992 war Netzer Manager des FC Schalke 04. Da er von seinem schweizerischen Wohnort Zürich aus arbeitete, wurde er scherzhaft „Telefonmanager“ genannt.

## Medienunternehmer und Fußballexperte
Netzer gründete in Zürich eine Werbeagentur, handelte Fernsehrechte und war bis 2017 Executive Director der Schweizer Sportrechteagentur Infront Sports & Media AG. Firmenchef ist Phillipe Blatter, Neffe von Sepp Blatter.
Zudem betätigte er sich als Berichterstatter und Fernsehkommentator. Für seine Arbeit als Fußballkommentator im Ersten der ARD erhielt er im Jahr 2000 zusammen mit Gerhard Delling den Grimme-Preis. Zudem wurden die beiden im Mai 2008 in Wiesbaden für ihr „hohes sprachliches Niveau“ mit dem Medienpreis für Sprachkultur ausgezeichnet. Netzer und Delling sind befreundet, obwohl dies bei einigen gemeinsamen Moderationen nicht so wirkte und die beiden sich immer siezten. Netzer war z. B. Trauzeuge bei Dellings zweiter Hochzeit.
Das Duo Delling/Netzer, das die deutsche Nationalelf für ihre Leistung bei einem 0:0 in Island stark kritisiert hatte, war der Auslöser für den daraufhin bekannt gewordenen Wutausbruch des damaligen DFB-Teamchefs Rudi Völler direkt nach dem Länderspiel am 6. September 2003. Völler bezeichnete dabei vor laufender Kamera Netzer unter anderem als „Standfußballer“. Mit der Fußball-Weltmeisterschaft 2010, die er noch mit Delling moderierte, endete Netzers Fernsehtätigkeit.
Von 2000 bis 2016 war Netzer regelmäßiger Kolumnist der Bild-Zeitung.
Von März 2012 bis Mai 2013 war Netzer als Experte beim privaten Fußball-Radio 90elf tätig und kommentierte gemeinsam mit Wilfried Mohren ausgewählte Spiele.

## Sonstiges
- Netzers Vater war Samenhändler, die Mutter hatte einen Lebensmittelladen.[22]
- Zur Saisoneröffnung 1998/99 erhielt Borussia Mönchengladbach ein neues Maskottchen - Fohlen „Jünter“- welches nach Günter Netzer benannt wurde. Das Maskottchen trägt -wie einst Netzer- die Rückennummer 10.
- Er betrieb von 1971 bis 1973 in Mönchengladbach die Diskothek „Lovers’ Lane“ sowie zeitweilig zusätzlich parallel das Speiselokal „La Lacque“.[23]
- Als Mitglied der Weltmeistermannschaft 1974 wurde er mit dem Silbernen Lorbeerblatt ausgezeichnet.
- Er lebt seit den 1980er Jahren in Zürich und besitzt seit 2015 die Schweizer Staatsangehörigkeit.[24]
- Seit Januar 1987 ist Netzer mit dem Fotomodell Elvira Lang verheiratet. Das Paar hat eine Tochter (* 1987).
- 2004 veröffentlichte er seine Autobiographie Aus der Tiefe des Raumes. Ein gleichnamiger Kinofilm verulkte ihn im selben Jahr in einer skurrilen Phantasiegeschichte als ehemalige Tipp-Kick-Figur.
- Günter Netzer engagierte sich für das Team der Augsburger Benefiz-Fußballelf Datschiburger Kickers, die sich dem Fundraising für wohltätige Zwecke verschrieben hat.
- Die Oberhausener Punkband Emscherkurve 77 sowie die Oi-Band Eastside Boys widmeten Günter Netzer je ein Lied mit dem gleichnamigen Titel.
- Sein Markenzeichen war und ist bis heute seine Frisur. Im Dezember 2012 trat er für die Reihe Stars oben ohne! in der Fernsehwerbung für Otelo[25] als Glatzkopf auf; natürlich handelte es sich um eine künstliche Glatze.
- Beim Deutschen Fußball-Kulturpreis 2013 wurde Günter Netzer mit dem Walther-Bensemann-Preis ausgezeichnet.[26]
- Von 2013 bis 2016 war er Mitglied des Kuratoriums der Bundesliga-Stiftung.[27]
- Gewinner des SPORT-BILD-Awards 2015 in der Kategorie „Lebenswerk“; die Laudatio hielt Wolfgang Niersbach, zu diesem Zeitpunkt DFB-Präsident.[28]
- Im Juli 2016 wurde Netzer in die Hall of Fame des deutschen Sports aufgenommen.[29]
- 2016 wurde Netzer am Herz operiert und erhielt sechs Bypässe.[30]
- 2018 erfolgte die Aufnahme in die erste Elf der „Hall of Fame des deutschen Fußballs“ des Deutschen Fußballmuseums.[31]

## Film
- Aus der Tiefe des Raumes, Fantasy-Komödie, Deutschland 2004, Buch und Regie: Gil Mehmert